# Tiếng Bosnia
Tiếng Bosnia là tên của tiếng Serbia-Croatia, được sử dụng bởi người Bosnia. Đây là một bản chuẩn hóa phương ngữ Shtokavia. Đây là ngôn ngữ chính thức của Bosnia và Herzegovina. Các phương ngữ cùng loại của tiếng Shtokavia cũng là cơ sở tiêu chuẩn cho tiếng Croatia, tiếng Serbia và tiếng Montenegro. Khi Liên bang Nam Tư chưa tan vỡ thì tiếng Serbo-Croatia là ngôn ngữ chung, ngày nay thì thuật ngữ này vẫn dùng để chỉ nền tảng chung (từ vựng, ngữ pháp, cú pháp) của bốn ngôn ngữ chuẩn hóa dựa trên tiếng Serbo-Croatia. Bản chuẩn hóa tiếng Bosnia sử dụng cả bảng chữ cái Latinh và bảng chữ cái Kirin.